# Anabela Ascar
Anabela Ascar (Buenos Aires, 9 de agosto de 1963),  es una locutora, periodista y presentadora de televisión argentina.

## Biografía

### Comienzos
Nació en el barrio porteño de Almagro el 9 de agosto de 1963 . 
Al terminar sus estudios secundarios se desempeñó como azafata en Aerolíneas Argentinas. Luego se recibió de locutora en el ISER, donde recibió y dio clases de locución. También se graduó en Turismo y es traductora literaria en inglés.
Ante la falta de trabajo se radicó en Toronto, Canadá, pero regresó al año siguiente. De regreso a Argentina ingresa a trabajar en Crónica TV, allí fue movilera-conductora-productora en dicho canal durante 25 años consecutivos. También condujo  "Misterios del Universo" por la pantalla de Telefe.

## Carrera
Comenzó conduciendo las noticias en el popular canal Crónica TV, en donde ya se la veía una conductora diferente al presentar las noticias con su particular estilo. [cita requerida]. 
En 2008 fue convocada por el dueño del ya mencionado canal para conducir un programa de entrevistas titulado "Hechos y protagonistas", que se emite de lunes a viernes de 19:30 a 21:00 horas. En un principio el programa sería de entrevistas serias, pero la personalidad de la propia conductora hizo que el ciclo se transforme en un programa de entrevistas cómico, en donde pasan desde actores prestigiosos hasta los más ácidos mediáticos. El programa es un éxito, logrando una inserción popular sin precedentes, donde todos los sectores sociales pueden concurrir. Allí, ella entrevista hasta la fecha a mediáticos y bizarros del momento como "El hombre que cree ser Superman", "El hombre chapita", "El escritor Barbú, el Gorila", "El hombre delfín", "El Pichi", "El hombre de la rueda", etc. Como así también a grandes figuras del espectáculo nacional como Johnny Allon, Nelly Prince, Elena Lucena, Joe Rígoli, Amelia Bence, Haydée Padilla y Beatriz Bonnet.
A su vez, tuvo una gran repercusión la visita de travestis y personas con quejas al ciclo de TV, que los ayudó profesionalmente; así como también a personas extravagantes mostrando sus dotes artísticas o simplemente contando anécdotas de su vida. Se pueden mencionar por ejemplo a Zulma Lobato, lo cual ha puesto al programa en la clasificación de  bizarro, sobre todo en los programas más recientes en lo que muestra una tendencia más marcada.
En 2009 recibió un premio Martín Fierro de Cable a la Mejor Conducción Femenina y fue considerada Personaje del Año por la revista de interés general "Gente y la actualidad". La presentadora confirmó que había recibido una propuesta de trabajo en otro canal, la cual rechazó para continuar con el actual. 
En 2010 continúa realizando su programa con gran éxito. Tiene varias propuestas para conducir su programa en un canal de aire. En 2011 realiza un cameo en Los únicos, junto a uno de sus personajes bizarros, Amigacho. Participan en dos capítulos (el 1º y el 5º) y poseen escenas con Nicolás Cabré. Además participó en Cantando por un sueño 2011.
En 2014 su programa "cambió su contenido". Las entrevistas desde entonces hasta la fecha se centran exclusivamente en temas de actualidad, relacionadas con "hechos y protagonistas" del momento actual. También el "proteccionismo animal" es uno de los temas más destacados en la programación de su segmento, característica que la define también en su vida individual.